# Фавзия Фуад
Фавзи́я Фуа́д (араб. فوزية ابنة فؤاد‎, перс. فوزیه فؤاد‎; 5 ноября 1921, Александрия, Султанат Египет — 2 июля 2013, Александрия, Египет) — египетская принцесса, ставшая первой женой шаха Ирана Мохаммеда Резы Пехлеви и получившая, таким образом, титул королевы Ирана.
Была известна также как Фавзия Ширин, после того как в 1949 году вышла замуж во второй раз. Её королевские титулы уже не признавались правительством Египта после египетской революции 1952 года, однако, согласно международному протоколу, представители бывших правящих королевских семей (как сами монархи, так и члены) по-прежнему сохраняют за собой титулы, полученные в то время, когда их дом ещё был правящим. Она была старейшим представителем свергнутой династии Мухаммада Али, имевшей албанское происхождение, проживавшим в Египте. Её племянник, Фуад, который был провозглашён королём Египта и Судана Фуадом II после революции, ныне проживает в Швейцарии.

## Молодость и образование
Родилась во дворце Рас-эль-Тин в Александрии 5 ноября 1921 года, при рождении получила имя Фавзия бинт Фуад и обращение «Её султанское высочество». Была старшей дочерью Фуада I, султана Египта и Судана (позже — король Фуад I), и его второй жены, Назли Сабри. Её прадедом был генерал-майор Мухаммад Шариф-паша, премьер-министр и министр иностранных дел, который имел турецкое  происхождение. Одним из её прапрадедов был Сулейман-паша, французский офицер, который служил под началом Наполеона, перешёл в ислам и курировал реорганизацию египетской армии.
Помимо трёх сестёр, Файзы, Файки и Фатхии, и брата, Фарука , у неё было два единокровных родственника от предыдущего брака её отца с принцессой Швикар Ханум Эффенди. Принцесса Фавзия получила образование в Швейцарии и бегло говорила на английском и французском языках помимо родного арабского.
Её взгляд часто сравнивали с кинозвёздами Хеди Ламарр и Вивьен Ли.

## Браки и дети

### Первый брак

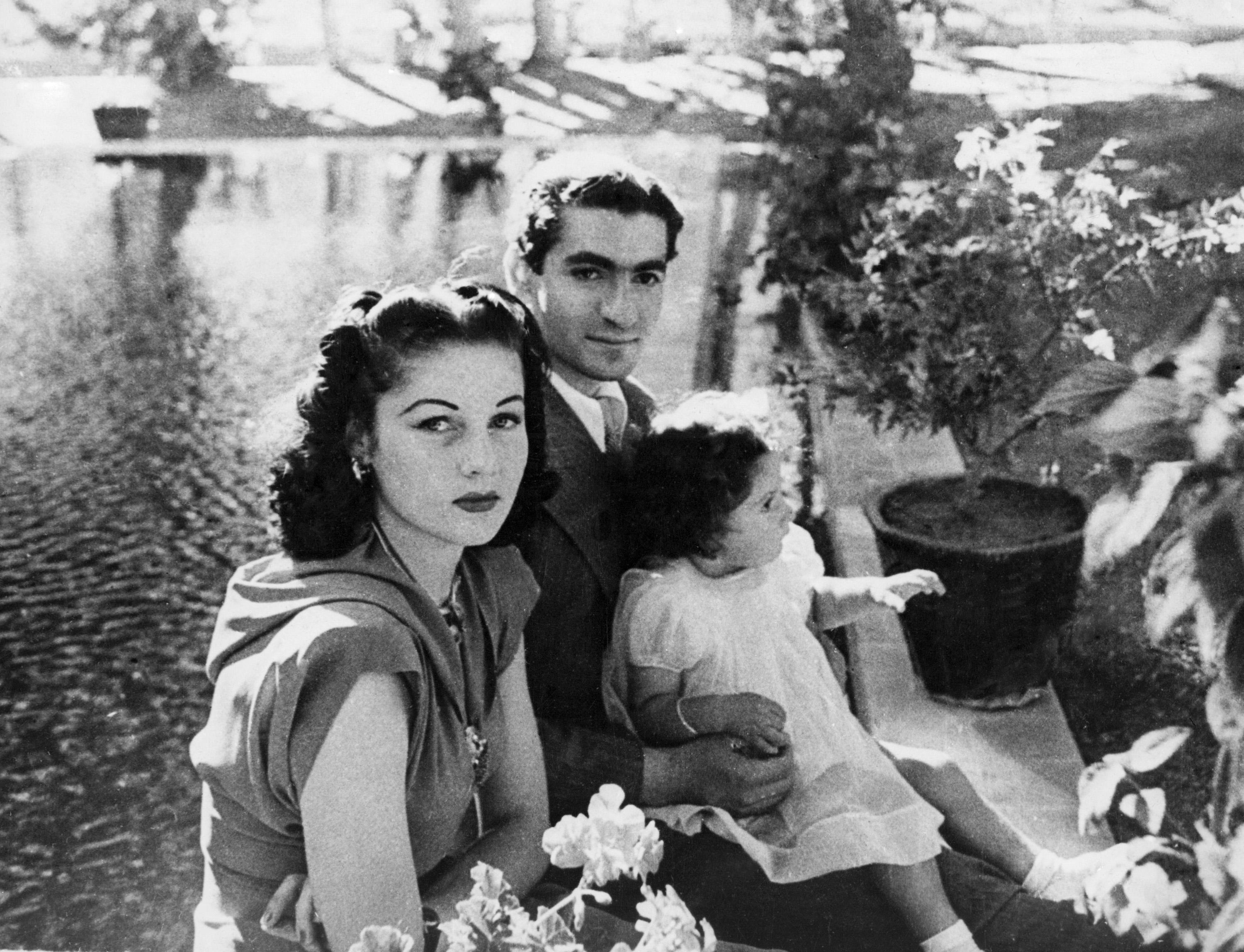
Фавзия со своим первым мужем Мохаммедом Резой Пехлеви и дочерью Шахназ Пехлеви в период Второй мировой войны

Брак принцессы Фавзии с наследным принцем Ирана Мохаммедом Реза Пехлеви был запланирован отцом последнего, Реза-шахом. В рассекреченном в мае 1972 года документе ЦРУ союз был описан как политический шаг. С другой стороны, брак был значим тем, что сочетал супружескими узами принцессу-суннитку и наследного принца-шиита.
Принцесса Фавзия Египетская и Мохаммед Реза Пехлеви были обручены в мае 1938 года. При этом до свадьбы они видели друг друга только один раз. Они сочетались браком во дворце Абдин в Каире 15 марта 1939 года. Когда они вернулись в Иран, свадебная церемония была повторена в Мраморном дворце в Тегеране, который в будущем стал их местом жительства.
После вступления в брак принцесса получила иранское подданство. Два года спустя наследный принц стал преемником своего отправившегося в ссылку отца (после оккупации Ирана советскими и британскими войсками) и должен был стать шахом Ирана. Вскоре после восхождения мужа на престол королева Фавзия появилась на обложке номера журнала Life от 21 сентября 1942 года, сфотографированная Сесилом Битоном, который описал её как «азиатскую Венеру» с «совершенным, формы сердца лицом и странно бледными, но пронзительными голубыми глазами». Фавзия возглавила Ассоциацию по защите беременных женщин и детей (APPWC), недавно (на тот момент) созданную в Иране.
В браке с Мохаммадом Реза Пехлеви она родила одного ребёнка, дочь — принцессу Шахназ Пехлеви (родилась 27 октября 1940 года).
Брак с Пехлеви не стал для неё счастливым. Королева Фавзия (титул «императрица» в то время в Иране ещё не использовался) переехала в Каир в мае 1945 года и получила от египетского суда подтверждение развода. Причиной её возвращения было то, что она считала Тегеран отсталым городом в отличие от современного, космополитичного Каира. Кроме того, она пережила трудные времена в связи с неверностью шаха и страдала от малярии и депрессии. Известно, что она консультировалась у американского психиатра в Багдаде по своим проблемам незадолго до отъезда из Тегерана. С другой стороны, доклады ЦРУ утверждают, что принцесса Фавзия высмеивала и унижала шаха по причине его импотенции, что и привело к их разводу. В своей книге Ашраф Пехлеви, сестра-близнец шаха, утверждала, что потребовала развода именно королева, а не шах.
Этот развод первоначально не признавался в Иране на протяжении нескольких лет, но в конечном итоге был официально получен в этой стране 17 ноября 1948 года, при этом бывшая королева вновь получила свой прежний титул египетской принцессы. Важнейшим условием развода было то, что её дочь оставалась в Иране, где должна была воспитываться. Брат королевы Фавзии, король Фарук, тоже развёлся со своей первой женой, королевой Фаридой — в ноябре 1948 года.
В официальном объявлении о разводе было заявлено, что «персидский климат поставил под угрозу здоровье королевы Фавзии, и поэтому было решено, что сестра египетского короля получит развод». В другом официальном объвлении шах заявил, что расторжение брака «не может повлиять как-либо на существующие дружественные отношения между Египтом и Ираном». После развода принцесса Фавзия стала наследницей египетского престола.

### Второй брак

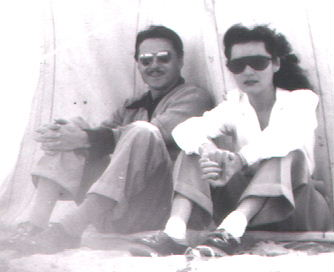
Фавзия со своим вторым мужем, Исмаилом Ширином

28 марта 1949 года во дворце Коуба в Каире принцесса Фавзия вышла замуж за полковника Исмаила Ширина (1919—1994), который был старшим сыном Хусейна Ширина Бея и его жены, принцессы Амины Бихруз Ханум Эффенди. Он был выпускником Тринити-колледжа в Кембридже и одновременно военным и военно-морским министром Египта. После свадьбы они жили в поместье, принадлежащем принцессе, в Маади, Каир. Они проживали также на вилле в Семухе, Александрия.
У них было двое детей, дочь и сын:
- Надия Ханум (19 декабря 1950 года, Каир[32] — октябрь 2009). Она вышла замуж сначала за Юсуфа Шабаана, египетского актёра[30], позже развелась с ним и вступила в брак с Мустафой Рашидом. У неё было две дочери, одна от первого и одна от второго брака:
  - Синай Шабаан (родилась в октябре 1973 года)[30];
  - Фавзия Рашид.
- Хусейн Ширин Эффенди (родился в 1955 году, Гиза).

## Дальнейшая жизнь
Фавзия жила в Египте после революции 1952 года, в результате которой был свергнут король Фарук. О смерти принцессы Фавзии было ошибочно сообщено в январе 2005 года — журналисты спутали её с её племянницей, принцессой Фавзией Фарук (1940—2005), одной из трёх дочерей короля Фарука. В последние годы жизни принцесса Фавзия жила в Александрии, Египет, где умерла 2 июля 2013 года в возрасте 91 года. Церемония похорон состоялась после полуденной молитвы в мечети Сайеда Нафиса в Каире 3 июля. Она была похоронена в Каире рядом со своим вторым мужем.

## Титулы и награды

### Титулы
- Её султанское высочество принцесса Фавзия Египетская (1921—1922);
- Её королевское высочество принцесса Фавзия Египетская (1922—1939, 1949—1952);
- Её императорское и королевское высочество принцесса Фавзия Египетская и Иранская (15-16 марта 1939) (за день до своего первого замужества она получила титул шахдокхт (принцесса) с обращением «императорское высочество»);
- Её императорское и королевское высочество кронпринцесса Иранская, принцесса Египетская (1939—1941);
- Её императорское величество королева Ирана (1941—1948);
- Её императорское и королевское высочество принцесса Фавзия Египетская и Иранская (1948—1949);
- Её императорское и королевское высочество принцесса Фавзия Египетская и Иранская, миссис Ширин (1952—2013).

### Награды
- Украшение аль-Кемаль с бриллиантами (Египет, 16 мая 1939 года);
- Большая лента ордена Хоршид (Солнца) (Иран, 27 октября 1940 года).

## Память
Египетский город Фавзиабад был назван в честь принцессы Фавзии в 1939 году. Улица в Маади, Каир, снова была названа в честь неё в 1950 году — улица Амиры Фавзии, но в 1956 году она была переименована в улицу Мустафы Камиля.

## Происхождение
Принцесса Фавзия имела албанские, черкесские и французские корни, — члены египетской королевской семьи не были этническими арабами. Принцесса Фавзия происходила из династии Мухаммада Али, албанского происхождения.

## Галерея

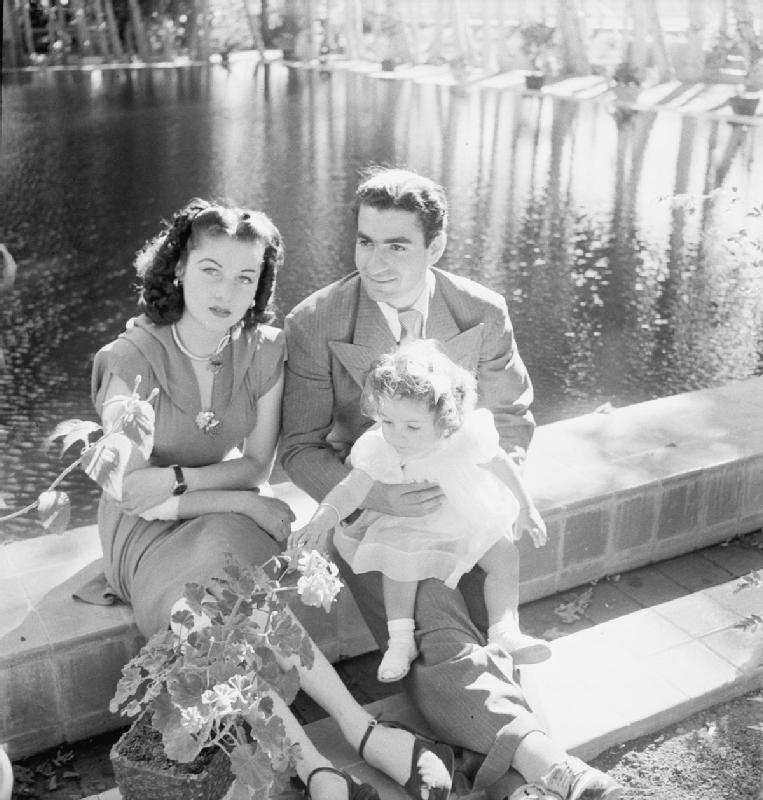
Королева Фавзия с шахом Мохаммедом Реза Пехлеви и их дочерью, принцессой Шахназ в Тегеране во время Второй мировой войны.
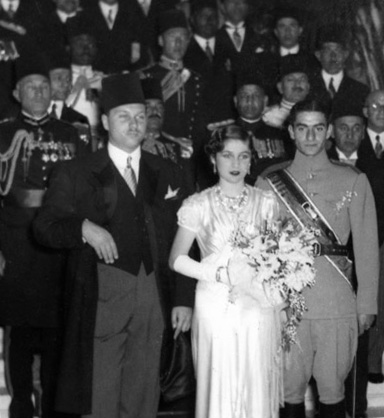
Свадебная церемония принцессы Фавзии и Мохаммеда Реза Пехлеви. Слева направо: король Фарук из Египта (брат невесты), принцесса Фавзия (невеста) и наследный принц Ирана (жених).
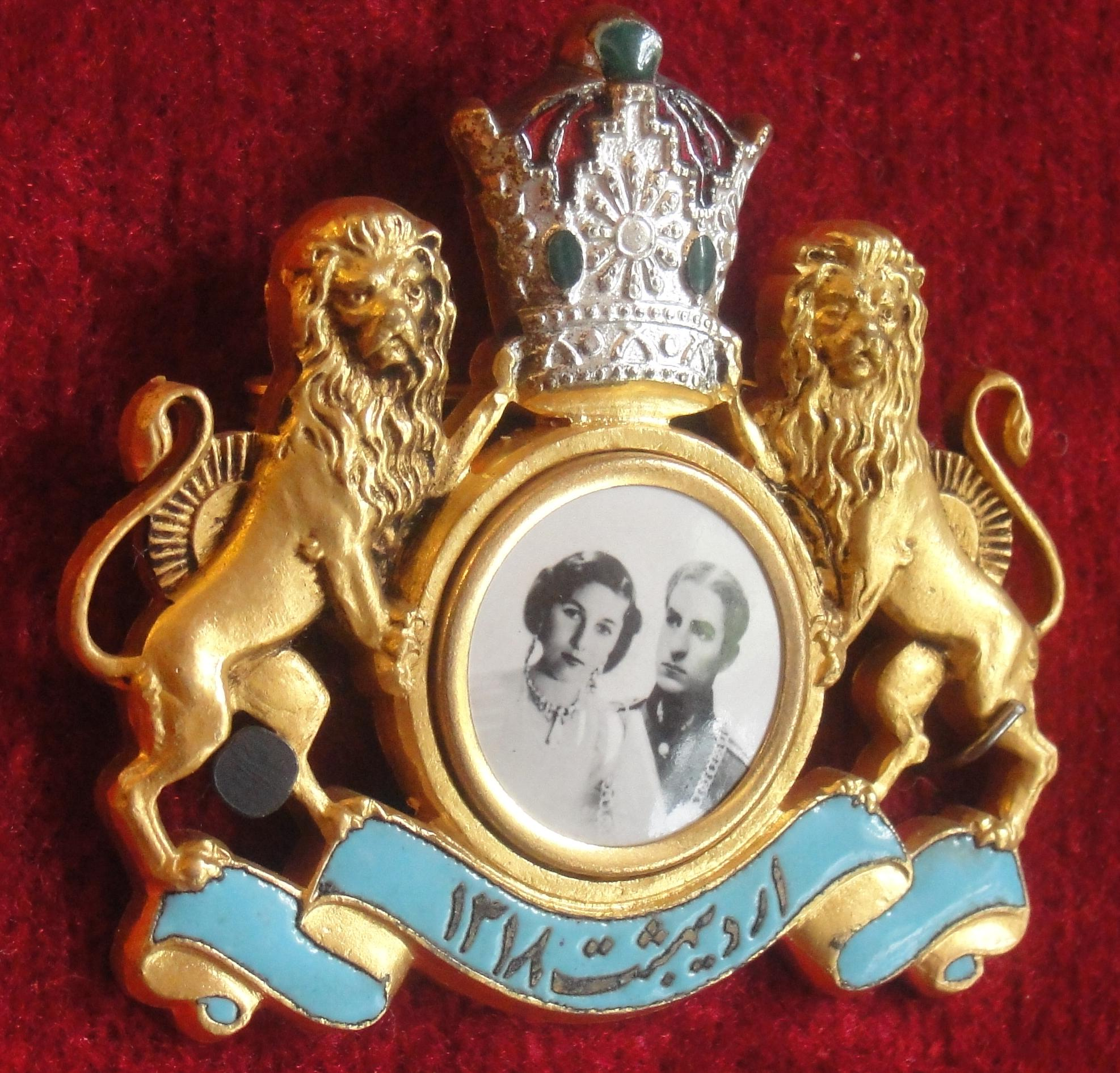
Праздничный медальон брака Мохаммеда Реза Пехлеви и принцессы Фавзии Египетской - март 1939 года. В настоящее время медальон находится во дворце Сахибкарание в комплексе Ниаваран Палас.